# Värnlösabarnsstormfloden 1248
Värnlösabarnsstormfloden (tyska: Allerkindleinsflut) var en svår stormflod, som drabbade Nordsjökusten på värnlösa barns dag den 28 december 1248.
Framförallt nuvarande Schleswig-Holstein och området runt floden Elbe i Tyskland blev hårt drabbade. Genom stormfloden skiljdes de västfrisiska öarna från det nederländska fastlandet. Delar av de skyddsvallar som byggts upp kring Elbe förstördes. Antalet dödsoffer var mycket högt.